# 1916 Boreas
Az 1916 Boreas (ideiglenes jelöléssel 1953 RA) egy földközeli kisbolygó. Sylvain Julien Victor Arend fedezte fel 1953. szeptember 1-jén.